# Svansjön (Eksjö socken, Småland)
Svansjön är en sjö i Eksjö kommun i Småland och ingår i Emåns huvudavrinningsområde. Sjön är 3,7 meter djup, har en yta på 0,0968 kvadratkilometer och befinner sig 203 meter över havet. Svansjön ligger i Allmänningsån Natura 2000-område. Sjön avvattnas av vattendraget Allmänningsån (Lidbroån).

## Delavrinningsområde
Svansjön ingår i det delavrinningsområde (639427-144610) som SMHI kallar för Inloppet i Långanäsasjön. Medelhöjden är 225 meter över havet och ytan är 27,77 kvadratkilometer. Räknas de 3 delavrinningsområdena uppströms in blir den ackumulerade arean 51,53 kvadratkilometer. Allmänningsån (Lidbroån) som avvattnar avrinningsområdet har biflödesordning 2, vilket innebär att vattnet flödar genom totalt 2 vattendrag innan det når havet efter 185 kilometer. Delavrinningsområdet består mestadels av skog (70 %) och öppen mark (18 %). Avrinningsområdet har 1,21 kvadratkilometer vattenytor vilket ger det en sjöprocent på 4,4 %. Bebyggelsen i området täcker en yta av 0,23 kvadratkilometer eller 1 % av avrinningsområdet.